# Bobby Seale
Robert George Seale (22 de octubre de 1936) es un activista político estadounidense. Seale y su compañero activista Huey P. Newton cofundaron el Partido de las Panteras Negras.

## Primeros años
Seale es el mayor de tres hijos. Tiene un hermano menor, Jon, y una hermana menor, Betty. Nació en Liberty; sus padres fueron George Seale, un carpintero, y Thelma Seale, una ama de casa. La familia Seale vivió en la pobreza durante la mayor parte de infancia de Bobby. Después de mudarse a Texas, primero a Dallas, luego a San Antonio y Port Arthur, su familia finalmente se mudó a Oakland (California) cuando tenía ocho años. Seale asistió a la Berkeley High School, que posteriormente abandonó y se unió a la Fuerza Aérea de los Estados Unidos en 1955. Fue dado de baja por mala conducta tres años después debido a una pelea con un oficial al mando en la Base de la Fuerza Aérea Ellsworth en Dakota del Sur. Tras ser despedido con deshonor de la Fuerza Aérea, Seale trabajó como mecánico de chapa metálica en varias plantas aeroespaciales mientras estudiaba  en la escuela nocturna para obtener su diploma de secundaria.

"I worked in every major aircraft plant and aircraft corporation, even those with government contracts. I was a top-flight sheet-metal mechanic".
"Trabajé en todas las principales plantas de aeronaves y corporaciones de aeronaves, incluso aquellas con contratos gubernamentales. Yo era un mecánico de chapa de primera categoría".

Después de obtener su diploma, Seale asistió al Merritt Community College, donde estudió ingeniería y política hasta 1962.
Mientras estaba en la universidad, Bobby se unió a la Asociación Afroamericana (AAA), un grupo en el campus que defendía el separatismo negro.  

"I wanted to be an engineer when I went to college, but I got shifted right away since I became interested in American Black History and trying to solve some of the problems."
"Quería ser ingeniero cuando iba a la universidad, pero me cambié de inmediato ya que me interesé en la historia negra estadounidense y traté de resolver algunos de los problemas".

A través del AAA, Seale conoció a Huey P. Newton. En junio de 1966, Bobby comenzó a trabajar en el Centro contra la Pobreza del Vecindario de North Oakland en su programa juvenil de verano. El objetivo de Seale era enseñar a los jóvenes en el programa Black American History y que aprendiesen un grado de responsabilidad hacia las personas que viven en sus comunidades. Mientras trabajaba en el programa, Seale conoció a Bobby Hutton, el primer miembro del Partido Pantera Negra.
También en la universidad, Seale se convirtió en miembro de la fraternidad Phi Beta Sigma. Se casó con Artie Seale, y tuvo un hijo, Malik Nkrumah Stagolee Seale.

## Panteras Negras
Bobby Seale y Huey P. Newton se inspiraron en gran medida en las enseñanzas del activista Malcolm X, asesinado en 1965. Los dos se unieron en octubre de 1966 para crear el Partido de las Panteras Negras para la Autodefensa, que adoptó el eslogan de Malcolm X "Libertad por cualquier medio necesario" como propio. Antes del Partido, Seale y Newton crearon un grupo conocido como el Soul Students Advisory Council (Consejo Consultivo de Estudiantes Soul). El grupo se organizó para funcionar a través de la "ultra democracia", definida como el individualismo que se manifiesta como una aversión a la disciplina.  

"The goal was to develop a college campus group that would help develop leadership; to go back to the black community and serve the black community in a revolutionary fashion".
"El objetivo era desarrollar un grupo de campus universitario que ayudara a desarrollar el liderazgo; volver a la comunidad negra y servir a la comunidad negra de manera revolucionaria".

Luego, Seale y Newton crearon el Partido Pantera Negra para organizar a la comunidad negra y expresar sus deseos y necesidades con el fin de resistir el racismo y el clasismo perpetuados por el sistema. Seale describió a las Panteras como 

"an organization that represents black people and many white radicals relate to this and understand that the Black Panther Party is a righteous revolutionary front against this racist decadent, capitalistic system."
"una organización que representa a los negros y muchos radicales blancos se relacionan con esto y entienden que el Partido de las Panteras Negras es un frente justo y revolucionario contra este sistema racista, capitalista y decadente".

Seale y Newton escribieron juntos las doctrinas "What We Want Now!" (¡Lo que queremos ahora!) que Seale dijo que pretendían ser "las cosas prácticas, específicas que necesitamos y que deberían existir" y "What We Believe" (Lo que creemos), que describe los principios filosóficos del Partido Pantera Negra para educar a la gente y difundir información sobre los detalles del partido. Estos escritos formaban parte del Programa de Diez Puntos, también conocido como "The Black Panther Party for Self-Defense Ten-Point Platform and Program" (Plataforma y programa de los Diez Puntos de Autodefensa del Partido de las Panteras Negras), un conjunto de pautas para los ideales y las formas de operación del Partido de las Panteras Negras. Seale y Newton decidieron nombrar a Newton Ministro de Defensa y Seale se convirtió en el presidente del partido. Durante su tiempo con las Panteras, se sometió a la vigilancia de la Oficina Federal de Investigaciones (FBI) como parte de su programa COINTELPRO.
En 1968, Seale escribió Seize the Time: The Story of the Black Panther Party and Huey P. Newton, publicado en 1970.

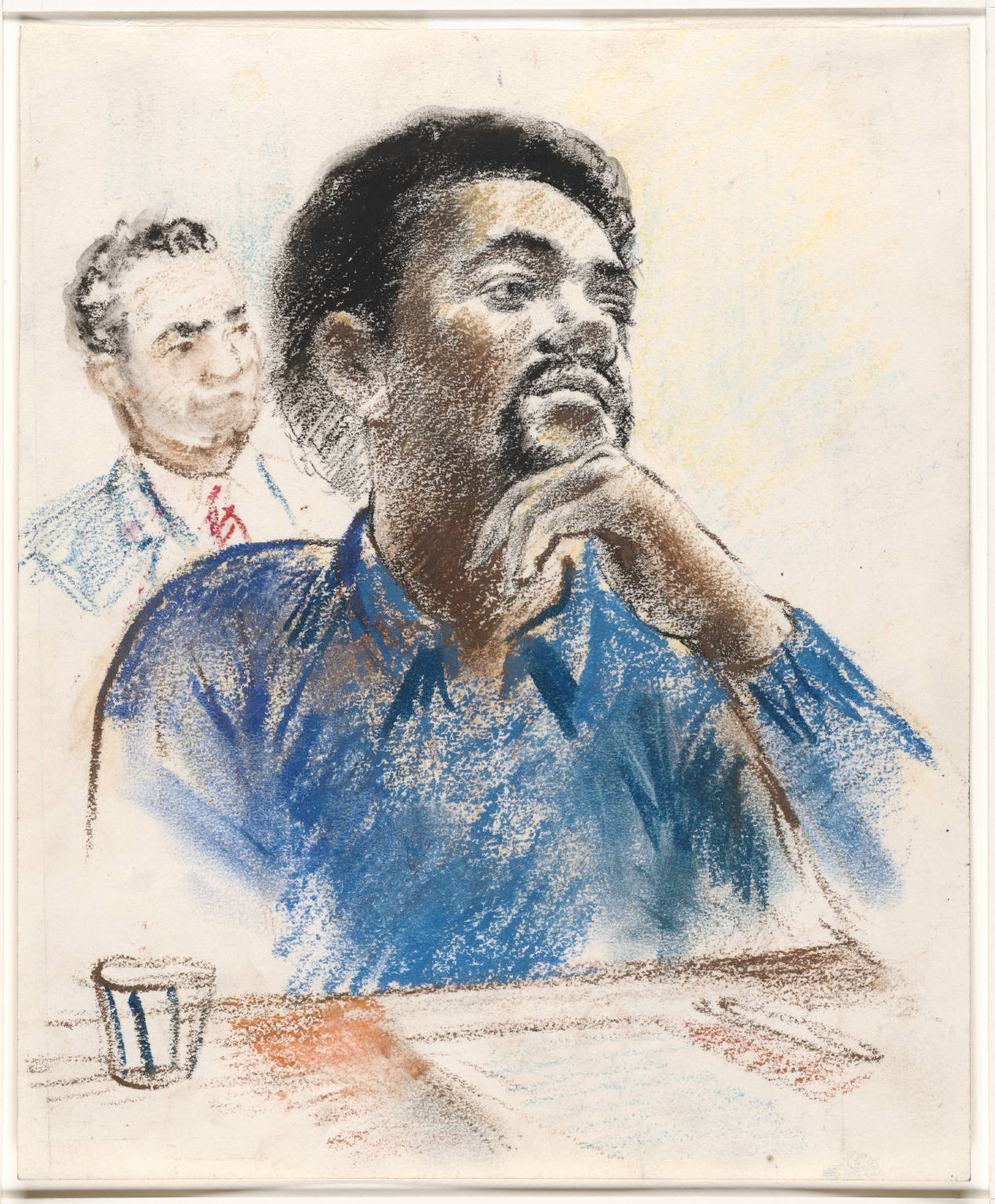
Seale durante el juicio de 1970, el fiscal del estado Arnold Markle en el fondo.

Bobby Seale fue uno de los acusados originales de los llamados "Chicago Eight" acusado de conspiración e incitación a un motín tras la Convención Nacional Demócrata de 1968 en Chicago. Seale, mientras estaba en prisión, declaró: "Ser revolucionario es ser un enemigo del estado. Ser arrestado por esta lucha es ser un preso político". La evidencia contra Seale era escasa, ya que era un reemplazo de último minuto para el activista Eldridge Cleaver y había estado en Chicago solo dos días de la convención. Durante el juicio, una de las muchas protestas vociferantes de Seale llevó al juez Julius Hoffman a ordenar a la policía que lo atasen y amordazasen con cinta americana, como se recuerda en la canción "Chicago" escrita por Graham Nash y mencionada en el poema y la canción "H2Ogate Blues" por Gil Scott-Heron. El 5 de noviembre de 1969, el juez Hoffman lo condenó a cuatro años de prisión por 16 cargos de desacato, cada uno por tres meses de su encarcelamiento debido a sus arrebatos durante el juicio, y finalmente ordenó que Seale se separara del caso, lo que llevó a los procedimientos contra el resto de los demandados que fueron renombrados como los "Chicago Seven". El juicio de los "Chicago Eight" se presentó en la película para la televisión de HBO de 1987, Conspiracy: The Trial of the Chicago 8, cuyo guion se basó en gran medida en las transcripciones de los procedimientos judiciales. Seale fue interpretado por el actor Carl Lumbly.

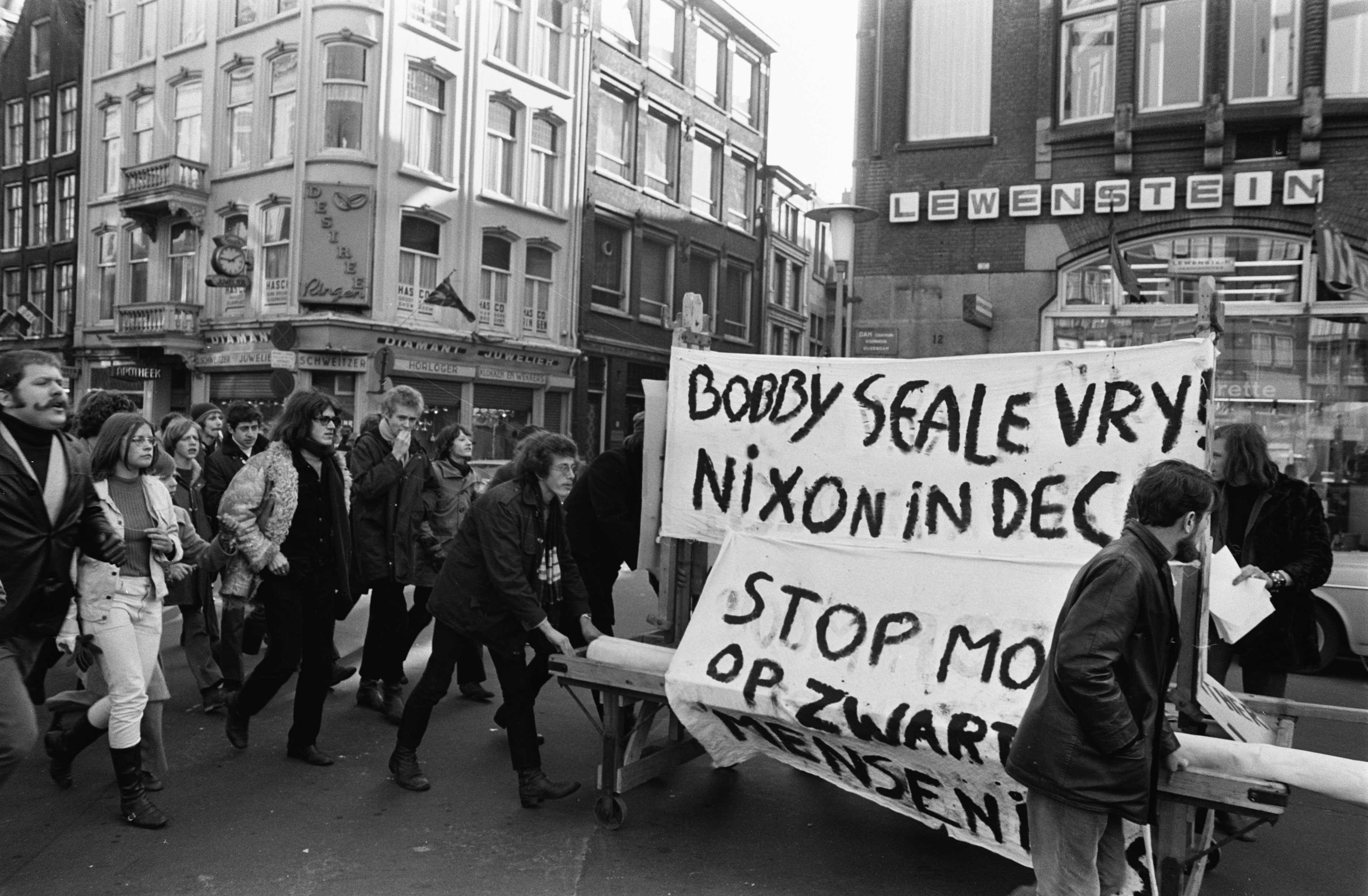
Manifestación a favor de Bobby Seale en Ámsterdam el 14 de marzo de 1970

Mientras cumplía su sentencia de cuatro años, Seale fue juzgado nuevamente en 1970 en los juicios contra las Panteras Negras de New Haven. Varios oficiales del Partido habían asesinado a un compañero, Alex Rackley, quien había confesado bajo tortura ser un informante de la policía. El líder del plan de asesinato, George Sams, Jr., convirtió las pruebas del estado y declaró que Seale, que había visitado New Haven solo unas horas antes del asesinato, le había ordenado matar a Rackley. Los juicios fueron acompañados por una gran manifestación en New Haven el 1 de mayo de 1970, que coincidió con el inicio de la huelga de estudiantes universitarios estadounidenses de 1970. El jurado no pudo llegar a un veredicto en el juicio de Seale, y los cargos finalmente fueron retirados. El gobierno suspendió sus condenas y Seale fue liberado de la cárcel en 1972. Mientras Seale estaba en prisión, Artie quedó embarazada supuestamente por su compañero pantera Fred Bennett. Los restos asesinados y mutilados de Bennett fueron encontrados en un escondite en abril de 1971. Seale estuvo implicado en el asesinato, con la policía sospechando que lo había ordenado en represalia por el asunto, pero no se presentaron cargos. Seale escribió un artículo titulado "One Less Oppressor" que muestra aprecio por el asesinato de Bennett y declaró:

"The people have now come to realize that the only way to deal with the oppressor is to deal on our own terms and this was done"
"La gente ahora se ha dado cuenta de que la única forma de lidiar con el opresor es lidiar con nuestros propios términos y así se hizo."

Seale se postuló para alcalde de Oakland en 1973. Recibió la segunda mayor cantidad de votos entre los nueve candidatos pero finalmente perdió en una segunda vuelta con el alcalde titular John Reading. En 1974, Seale y Huey Newton discutieron sobre una película propuesta sobre los Panteras que Newton quería que Bert Schneider produjera. Según varios informes, el argumento se convirtió en una pelea en la que Newton, respaldado por sus guardaespaldas armados, supuestamente golpeó a Seale con un látigo tan fuerte que Seale requirió tratamiento médico extenso por sus heridas. Luego, se escondió durante casi un año y terminó su afiliación con el Partido en 1974. Seale negó que se produjera tal altercado físico, desestimando los rumores de que él y Newton eran menos que amigos.

## LaTen Point Platform

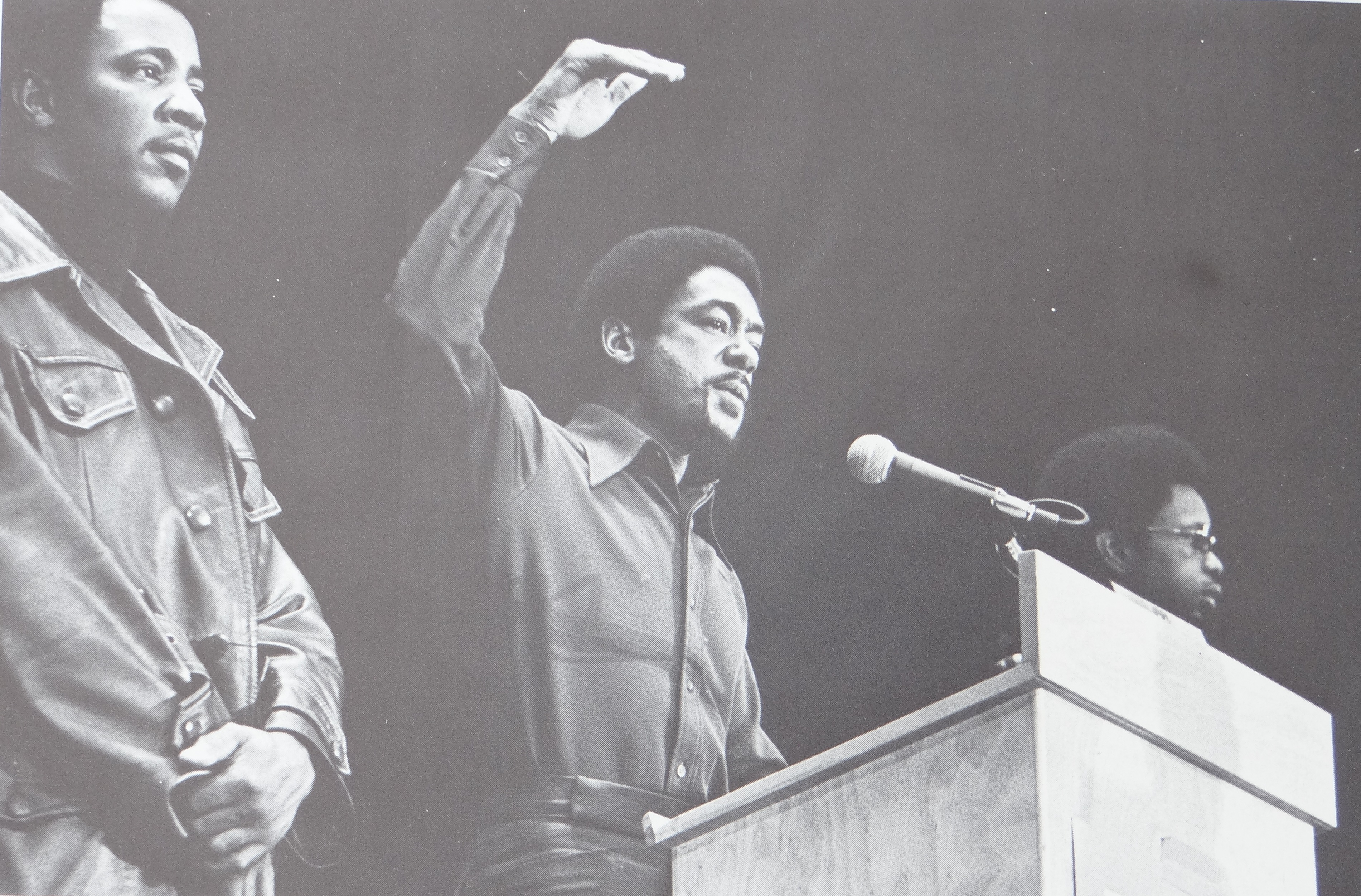
Bobby Seale en el John Sinclair Freedom Rally el 10 de diciembre de 1971 en el Crisler Arena en Ann Arbor, Michigan.

Bobby Seale trabajó con Huey Newton para crear la plataforma Ten Point. La plataforma era una demanda política y social para la supervivencia de la población negra en los Estados Unidos. Los dos hombres formularon la Plataforma a finales de la década de 1960, y estas ideologías se convirtieron en el Partido Pantera Negra. El documento resumía la explotación económica del cuerpo negro y abordaba el maltrato a la raza negra. Este documento era atractivo para aquellos que sufrían bajo la naturaleza opresiva del poder blanco. El documento explica cómo la combinación de racismo y capitalismo resultó en fascismo en nuestro país. La plataforma de diez puntos establece la necesidad del pleno empleo de los negros, la necesidad de su refugio y una educación digna; educación decente que significa la historia real de los Estados Unidos, la historia que incluye el asesinato de los nativos americanos y la esclavitud de los africanos. La plataforma pide la liberación de los presos políticos. 
Los puntos son los siguientes:
1. Queremos la libertad. Queremos poder para determinar el destino de nuestra comunidad negra.
2. Queremos pleno empleo para nuestra gente.
3. Queremos poner fin al robo de los capitalistas de nuestra comunidad negra.
4. Queremos viviendas dignas aptas para el refugio de los seres humanos.
5. Queremos educación para nuestra gente que expone la verdadera naturaleza de esta decadente sociedad estadounidense. Queremos una educación que nos enseñe nuestra verdadera historia y nuestro papel en la sociedad actual.
6. Queremos que todos los hombres negros estén exentos del servicio militar.
7. Queremos un fin inmediato a la brutalidad policial y el asesinato de personas de raza negra.
8. Queremos libertad para todos los hombres negros detenidos en prisiones y cárceles federales, estatales, del condado y de la ciudad.
9. Queremos que todas las personas negras cuando sean llevadas a juicio sean juzgadas por un jurado de su grupo de pares o personas de sus comunidades negras, según lo define la Constitución de los Estados Unidos.
10. Queremos Tierra, Pan, Vivienda, Educación, Ropa, Justicia y Paz.

## Después del Partido Pantera Negra
En 1988, Bobby Seale escribió una autobiografía titulada A Lonely Rage. Además, en 1987, escribió un libro de cocina llamado Barbeque'n with Bobby Seale: Hickory & Mesquite Recipes, los ingresos se destinaron a diversas organizaciones sociales sin fines de lucro. Seale también anunció helados de Ben & Jerry.
En 1998, Seale apareció en la serie de documentales de televisión Cold War, discutiendo los eventos de los años sesenta. En 2002, Seale comenzó a dedicar su tiempo a Reach!, un grupo enfocado en programas de educación juvenil. También ha enseñado estudios negros en la Universidad de Temple en Filadelfia. Seale aparece en la última novela de Roberto Bolaño, 2666, renombrado como Barry Seaman. También en 2002, Seale regresó a Oakland, trabajando con jóvenes defensores políticos para influir en el cambio social. En 2006, apareció en el documental The US vs. John Lennon para discutir su amistad con Lennon.  
Desde 2013, Seale ha estado buscando producir un guion que escribió basándose en su autobiografía, Seize the Time: The Eighth Defendant.
Seale es coautor de Power to the People: The World of the Black Panthers, un libro de 2016 con el fotógrafo Stephen Shames.

## Publicaciones
- Seale, Bobby; Shames, Stephen. Power to the People: The World of the Black Panthers. Abrams: New York. 2016. ISBN 9781419722400
- Seale, Bobby. Seize the Time: The Story of the Black Panther Party and Huey P. Newton. Arrow Books and Hutchinson & Co., 2010. ISBN 0-933121-30-X
- Seale, Bobby. A Lonely Rage: The Autobiography of Bobby Seale, 1978. ISBN 0-8129-0715-9